# 游朝偉
游朝偉（1993年10月22日—）是臺灣競技體操運動員，排灣族人。

## 個人生涯
2019年，十月的世錦賽場，游朝偉和隊友聯手在團體項目以第八名闖入決賽，最終在決賽排名第六，為隊史首次進入世錦賽男團決賽，也一舉奪得2020年東京奧運團隊參賽資格，為1964年東京奧運後，相隔56年再以成隊形式出賽。2021年7月13日，游朝偉進行吊環訓練時，落地受傷造成右膝蓋前十字韌帶斷裂，無法參加兩週後的東京奧運，改由洪源禧頂上出賽。

## 外部連結
- 游朝偉 （页面存档备份，存于）在國際體操總會的頁面（英文）
- 游朝偉 （页面存档备份，存于）在中華奧林匹克委員會的頁面（繁體中文）